# Liutgarda
Liutgarda (780 circa – Tours, 4 giugno 800) alemanna, fu la quinta e ultima moglie di Carlo Magno.

## Biografia
Era figlia di Liutfrido II di Sundgau e di Iltrude di Wormsgau.
Morta Fastrada (794), fu presa in moglie da Carlo Magno che con lei aveva già una relazione ad Aquisgrana. Da lei non ebbe figli che gli sopravvissero. Assistette col marito alla costruzione del castello di Aquisgrana, dopo la vittoria di Carlo Magno sugli Avari e l'acquisizione del loro ingente tesoro.
Nell'800, pochi mesi prima dell'incoronazione di Carlo a imperatore del Sacro romano impero, anche Liutgarda morì. Dopo di lei, a cui era molto affezionato, l'imperatore non ebbe più mogli legittime, ma solo concubine, dalle quali ebbe dei figli.

## Ascendenza
|                         |   |                     | Genitori |  |  | Nonni |  |  | Bisnonni              |  |  | Trisnonni |  |
|                         |   |                     |          |  |  |       |  |  | Adalberto I d'Alsazia |  |  | Eticone   |  |
|                         |   |                     |          |  |  |       |  |  | Adalberto I d'Alsazia |  |  | Eticone   |  |
|                         |   | Berswinde           |          |  |  |       |  |  | Adalberto I d'Alsazia |  |  |           |  |
| Liutfrido I d'Alsazia   |   |                     |          |  |  |       |  |  | Adalberto I d'Alsazia |  |  |           |  |
|                         |   | Gerlinde di Pfalzel | …        |  |  |       |  |  |                       |  |  |           |  |
|                         |   | Gerlinde di Pfalzel | …        |  |  |       |  |  |                       |  |  |           |  |
|                         |   | Gerlinde di Pfalzel | …        |  |  |       |  |  |                       |  |  |           |  |
| Liutfrido II di Sundgau |   | Gerlinde di Pfalzel |          |  |  |       |  |  |                       |  |  |           |  |
|                         |   | …                   | …        |  |  |       |  |  |                       |  |  |           |  |
|                         |   | …                   | …        |  |  |       |  |  |                       |  |  |           |  |
|                         |   | …                   | …        |  |  |       |  |  |                       |  |  |           |  |
| Iltrude                 |   | …                   |          |  |  |       |  |  |                       |  |  |           |  |
|                         |   | …                   | …        |  |  |       |  |  |                       |  |  |           |  |
|                         |   | …                   | …        |  |  |       |  |  |                       |  |  |           |  |
|                         |   | …                   | …        |  |  |       |  |  |                       |  |  |           |  |
| Liutgarda               |   | …                   |          |  |  |       |  |  |                       |  |  |           |  |
|                         | … | …                   |          |  |  |       |  |  |                       |  |  |           |  |
|                         | … | …                   |          |  |  |       |  |  |                       |  |  |           |  |
|                         | … | …                   |          |  |  |       |  |  |                       |  |  |           |  |
| …                       | … |                     |          |  |  |       |  |  |                       |  |  |           |  |
|                         |   | …                   | …        |  |  |       |  |  |                       |  |  |           |  |
|                         |   | …                   | …        |  |  |       |  |  |                       |  |  |           |  |
|                         |   | …                   | …        |  |  |       |  |  |                       |  |  |           |  |
| Iltrude di Wormsgau     |   | …                   |          |  |  |       |  |  |                       |  |  |           |  |
|                         |   | …                   | …        |  |  |       |  |  |                       |  |  |           |  |
|                         |   | …                   | …        |  |  |       |  |  |                       |  |  |           |  |
|                         |   | …                   | …        |  |  |       |  |  |                       |  |  |           |  |
| …                       |   | …                   |          |  |  |       |  |  |                       |  |  |           |  |
|                         |   | …                   | …        |  |  |       |  |  |                       |  |  |           |  |
|                         |   | …                   | …        |  |  |       |  |  |                       |  |  |           |  |
|                         |   | …                   | …        |  |  |       |  |  |                       |  |  |           |  |
|                         |   | …                   |          |  |  |       |  |  |                       |  |  |           |  |